# شيواوكان
شيواوكان هي قرية في مقاطعة سردشت، إيران. يقدر عدد سكانها بـ 151 نسمة بحسب إحصاء 2016.